# ماريانو فيرا
ماريانو فيرا (بالإسبانية: Mariano Vera)‏ هو سياسي أرجنتيني، ولد في 1780 بسانتا في في الأرجنتين، وتوفي في 26 مارس 1840 في نفس البلد. حزبياً، نشط في Federalist Party (Argentina) ‏.